# Tyrese Maxey
Tyrese Maxey (Dallas, 4 novembre 2000) è un cestista statunitense.

## High school
Nel periodo dell'high school, ha giocato per la South Garland High School a Garland, in Texas.

## College

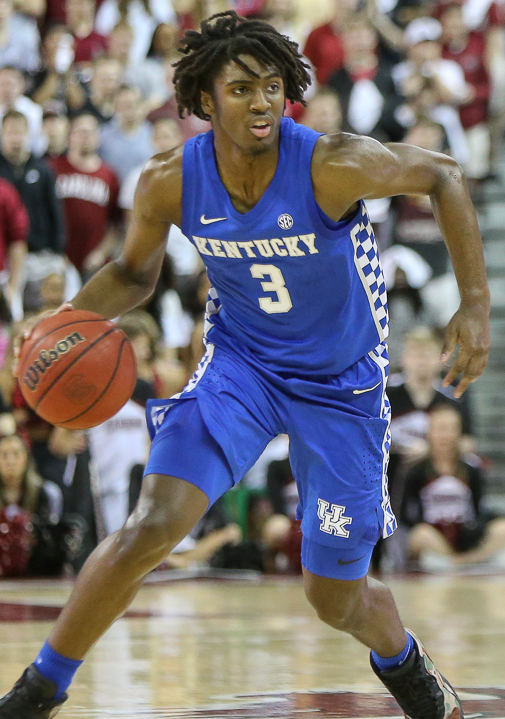
Maxey con i Kentucky Wildcats nel 2020

Al debutto con i Kentucky Wildcats ha segnato 26 punti nella vittoria 69-92 contro la prima nel ranking, Michigan State. Il 28 dicembre, ha messo referto un career-high da 27 punti nella vittoria all’overtime 78-70 contro i rivali di Louisville. Alla fine della regular season è stato inserito nel Second Team All-SEC e nell’All-Freshman Team. Alla fine della stagione ha deciso di rendersi eleggibile per il Draft NBA 2020.

## NBA

### Philadelphia 76ers (2020-)
Una delle prime decisioni che Daryl Morey ha preso come presidente delle operazioni di basket per i Philadelphia 76ers è stata quella di selezionare Maxey 21º assoluto nel draft NBA 2020. Maxey ha firmato il suo contratto da rookie con la squadra il 3 dicembre 2020.  Dopo aver raccolto otto e 11 punti con minuti limitati durante due partite di preseason, l'allenatore Doc Rivers ha deciso che Maxey sarebbe stato "una dei nostri principali ragazzi dalla panchina" nella stagione 2020-21. Ha fatto il suo debutto in NBA il 23 dicembre, la prima partita della stagione, e ha registrato sei punti con un tasso di tiro di 3 su 6, due assist e due rimbalzi in undici minuti della partita dei 76ers contro i Washington Wizards.  Con gli infortuni alle stelle Joel Embiid e Ben Simmons e una serie di test COVID-19 positivi sulla squadra, i 76ers sono stati in grado di schierare solo otto giocatori in campionato per la partita del 9 gennaio contro i Denver Nuggets.  Il roster impoverito ha permesso a Maxey di fare il suo primo inizio in NBA. Sebbene i Nuggets abbiano vinto la partita 115–103, Maxey ha ottenuto un'ottima prestazione con 39 punti in 44 minuti su 18 su 33 tiri.  Ha segnato il maggior numero di punti di qualsiasi debuttante nel suo primo inizio di carriera dal 1970, così come il maggior numero di punti di qualsiasi debuttante dei 76ers da allora Allen Iverson ha segnato 40 punti contro i Washington Bullets nel 1997. Ricevendo tempi di gioco irregolari per la maggior parte della stagione,  In 61 partite di stagione regolare, comprese otto partenze, Maxey ha segnato una media di otto punti a partita con un tiro del 46 percento tasso e il 30 percento di percentuale di field goal da tre punti in 15 minuti a partita. Non ha iniziato in nessuna partita post-stagionale durante i playoff NBA del 2021, ma ha collezionato otto presenze, durante le quali ha segnato una media di sei punti a partita con una velocità di tiro del 44%. 
Dopo l'eliminazione dei playoff dei 76ers, Maxey ha trascorso l'offseason 2021 nella NBA Summer League per continuare il suo sviluppo.  Quando Ben Simmons si è rifiutato di giocare per i 76ers all'inizio della stagione 2021-22, Maxey e Shake Milton hanno schierato la posizione di playmaker titolare. Dopo aver segnato una media di 16,9 punti, 3,5 rimbalzi e 4,6 assist in 35,6 minuti nelle prime 51 partite della stagione, Maxey è stato nominato nella NBA Rising Stars Challenge 2022 come membro del Team Worthy. Alla scadenza della trade deadline NBA, i 76ers hanno acquisito James Harden in uno scambio con i Brooklyn Nets, movimento che ha avuto un impatto positivo immediato per Maxey. L'acquisizione del playmaker Harden ha permesso a Maxey di tornare alla sua posizione di guardia tiratrice naturale, che gli ha offerto più opportunità di tiro, e ha segnato una media di 24,5 punti nelle sue prime due partite dopo l'arrivo di Harden.

## Statistiche
| * | Primo nella lega |

### NCAA
| Anno      | Squadra           | PG | PT | MP   | TC%  | 3P%  | TL%  | RP  | AP  | PRP | SP  | PP   |
| --------- | ----------------- | -- | -- | ---- | ---- | ---- | ---- | --- | --- | --- | --- | ---- |
| 2019-2020 | Kentucky Wildcats | 31 | 28 | 34,5 | 42,7 | 29,2 | 83,3 | 4,3 | 3,2 | 0,9 | 0,4 | 14,0 |
| Carriera  | Carriera          | 31 | 28 | 34,5 | 42,7 | 29,2 | 83,3 | 4,3 | 3,2 | 0,9 | 0,4 | 14,0 |

#### Massimi in carriera
- Massimo di punti: 27 vs Louisville (28 dicembre 2019)[1]
- Massimo di rimbalzi: 7 (5 volte)
- Massimo di assist: 8 vs Georgia (7 gennaio 2020)
- Massimo di palle rubate: 2 (8 volte)
- Massimo di stoppate: 4 vs Georgia (7 gennaio 2020)
- Massimo di minuti giocati: 40 vs Louisville (28 dicembre 2019)

### NBA

#### Regular Season
| Anno      | Squadra            | PG  | PT  | MP   | TC%  | 3P%  | TL%  | RP  | AP  | PRP | SP  | PP   |
| --------- | ------------------ | --- | --- | ---- | ---- | ---- | ---- | --- | --- | --- | --- | ---- |
| 2020-2021 | Philadelphia 76ers | 61  | 8   | 15,3 | 46,2 | 30,1 | 87,1 | 1,7 | 2,0 | 0,4 | 0,2 | 8,0  |
| 2021-2022 | Philadelphia 76ers | 75  | 74  | 35,3 | 48,5 | 42,7 | 86,6 | 3,2 | 4,3 | 0,7 | 0,4 | 17,5 |
| 2022-2023 | Philadelphia 76ers | 60  | 41  | 33,6 | 48,1 | 43,4 | 84,5 | 2,9 | 3,5 | 0,8 | 0,1 | 20,3 |
| 2023-2024 | Philadelphia 76ers | 70  | 70  | 37,5 | 45,0 | 37,3 | 86,8 | 3,7 | 6,2 | 1,0 | 0,5 | 25,9 |
| 2024-2025 | Philadelphia 76ers | 52  | 52  | 37,7 | 43,7 | 33,7 | 87,9 | 3,3 | 6,1 | 1,8 | 0,4 | 26,3 |
| Carriera  | Carriera           | 318 | 245 | 32,0 | 46,1 | 38,1 | 86,6 | 3,0 | 4,4 | 0,9 | 0,3 | 19,5 |

#### Play-off
| Anno     | Squadra            | PG | PT | MP    | TC%  | 3P%  | TL%  | RP  | AP  | PRP | SP  | PP   |
| -------- | ------------------ | -- | -- | ----- | ---- | ---- | ---- | --- | --- | --- | --- | ---- |
| 2021     | Philadelphia 76ers | 12 | 0  | 13,0  | 43,9 | 33,3 | 63,6 | 1,8 | 1,3 | 0,3 | 0,5 | 6,3  |
| 2022     | Philadelphia 76ers | 12 | 12 | 40,4  | 48,4 | 37,7 | 94,0 | 3,5 | 3,9 | 0,8 | 0,2 | 20,8 |
| 2023     | Philadelphia 76ers | 11 | 11 | 38,5  | 42,7 | 40,0 | 90,3 | 4,8 | 2,3 | 1,4 | 0,5 | 20,5 |
| 2024     | Philadelphia 76ers | 6  | 6  | 44,5* | 47,8 | 40,0 | 89,3 | 5,2 | 6,8 | 0,8 | 0,3 | 29,8 |
| Carriera | Carriera           | 41 | 29 | 32,5  | 45,8 | 38,9 | 87,0 | 3,6 | 3,1 | 0,8 | 0,4 | 17,8 |

#### Massimi in carriera
- Massimo di punti: 52 vs San Antonio Spurs (8 Aprile 2024)
- Massimo di rimbalzi: 10 vs Portland Trail Blazers (2 volte)
- Massimo di assist: 11 (2 volte)
- Massimo di palle rubate: 4 (4 volte)
- Massimo di stoppate: 4 vs Memphis Grizzlies (31 gennaio 2022)
- Massimo di minuti giocati: 47 (2 volte)

## Palmarès

### Nazionale
- FIBA Americas Under-18 Championship (2018)

### Individuale

#### High school
- Ballislife All-American (2019)
- Texas Mr. Basketball (2019)
- McDonald’s All-American (2019)
- Jordan Brand Classic (2019)
- Nike Hoop Summit (2019)

#### NCAA
- All-SEC Second-team (2020)
- SEC All-Freshman Team (2020)

#### NBA
- NBA All-Star Game (2024)
- NBA Most Improved Player (2024)
- NBA Sportsmanship Award: (2024)